# Тілесний (геральдика)

Герб Ліможа, Франція:тілесний колір голови святого

У геральдиці тілесний - тинктура для позначення кольору шкіри, точніше кольору блідої або білої шкіри людини (тобто блідо-рожевого персика).
Він рідко зустрічається на гербах в англомовних країнах, але досить часто зустрічається на європейському континенті, зокрема у Франції, завдяки широкому використанню в німецькій геральдиці. У своїх рідкісних появах в англофонних геральдиках він використовується не лише для європейських тілесних тонів, але також у вигляді загального рожевого кольору.